# Driving Towards the Daylight
Driving Towards the Daylight è il decimo album in studio del musicista blues rock statunitense Joe Bonamassa, pubblicato nel 2012.

## Tracce
1. Dislocated Boy – 6:40
2. Stones in My Passway (Robert Johnson cover) – 3:58
3. Driving Towards the Daylight – 4:50
4. Who's Been Talking? (Howlin' Wolf cover) – 3:28
5. I Got All You Need (Koko Taylor cover) – 3:04
6. A Place in My Heart (Bernie Marsden cover) – 6:48
7. Lonely Town Lonely Street (Bill Withers cover) – 7:08
8. Heavenly Soul – 5:55
9. New Coat of Paint (Tom Waits cover) – 4:06
10. Somewhere Trouble Don't Go (Buddy Miller cover) – 4:59
11. Too Much Ain't Enough Love (feat. Jimmy Barnes; Jimmy Barnes cover) – 5:37